# Časovni pregled astronomije
Časovni pregled zgodovine astronomije.

## 4731 pr. n. št. – 2001 pr. n. št.
- okoli 3000 pr. n. št. – Nastal je najstarejši zapis o ozvezdju – Bik. V tem času se je z vstopom Sonca v to ozvezdje začela pomlad.
- okoli 2500 pr. n. št. – Številni kraji so imeli astronomsko namembnost: staroegipčanske piramide, priprave iz Harape, britanski megaliti, zgradbe na Kitajskem, Latinski Ameriki. V starodavnem pristaniškem mestu Lothal indske civilizacije v Gudžaratu, Indija so iz tega obdobja našli školjki podoben predmet s štirimi režami, ki je služil kot kompas za merjenje kotov na ravnih površinah ali na obzorju z mnogokratniki od 40 do 360 stopinj. V tem času je v Angliji zgrajen Stonehenge, velikanski kamniti krog, ki je poravnan z navideznimi legami Sonca in Lune na nebu.
- okoli 2467 pr. n. št. – Kitajski astronomi so verjetno zabeležili opazovanje Halleyjevega kometa.
- okoli 2137 pr. n. št. – Kitajski astronomi so opazovali Sončev mrk.

## 2000 pr. n. št. – 1 pr. n. št.
- okoli 1800 pr. n. št. – Izšel je Babilonski zvezdni katalog.
- okoli 900 pr. n. št. – Hindujski riši Jadžnavalkja je sestavil astronomsko besedilo Šatapatha Brahmana in predlagal heliocentrični model- Osončja. Za uskladitev gibanj Sonca in Lune je predlagal 95-letni cikel, ki da povprečno vrednost dolžine tropskega leta 365,24675 dni.
- okoli 750 pr. n. št. – Babilonski astronomi so odkrili 18,6-letni cikel vzida Lune. Na podlagi tega spoznanja so ustvarili prve almanahe – razpredelnice gibanja Sonca, Lune in planetov za uporabo v astrologiji. V 6. stoletju pr. n. št. so to znanje uporabili stari Grki pri napovedovanju mrkov.
- okoli 600 pr. n. št. – Po Talesu, ki je v tem času študiral v Egiptu, so egipčanski astronomi napovedali Sončev mrk.
- 585 pr. n. št. – Tales je za 28. maj napovedal Sončev mrk.
- okoli 580 pr. n. št. – Anaksimander je uporabljal gnomon, s katerim je določil kot med ekliptično in ekvatorsko ravnino – nagib vrtilne osi Zemlje.
- okoli 500 pr. n. št. – Naburimani je izdelal skupino efemerid, sistem A, ki so podajale lege Lune, Sonca in planetov za vsak dan trenutek.
- okoli 450 pr. n. št. – Filolaj je uvedel nekakšno protizemljo (starogrško ἀντίχθων: antíkhthōn), ki se skupaj z Zemljo in Soncem vrti okrog središčnega ognja. Zemlja in Sonce si pri tem vedno stojita nasproti.
- 433 pr. n. št. – Meton je uvedel 19-letni Metonov cikel, ki so ga Atene v starogrški koledar uradno uvedle leta 432 pr. n. št.
- 430 pr. n. št. – Evktemon je skupaj z Metonom odkril razliko med časom enakonočij.
- 388 pr. n. št. – Platon je ustanovil Akademijo. Njegovo učenje se je zanašalo na sliko Vesolja, v katerem se vse giblje skladno in v katerem se Sonce, Luna in planeti gibljejo okrog Zemlje po popolnih krožnicah.
- 383 pr. n. št. – Kidinu je  v babilonski koledar uvedel Metonov cikel.

- okoli 380 pr. n. št. – Kidinu je izdelal sistem B, ki je bil še popolnejši od Naburimanovega sistema A.
- okoli 370 pr. n. št. – Evdoks je razdelal svojo razlago Osončja in gibanja planetov, v kateri je opisal 27 nebesnih krogel.
- okoli 360 pr. n. št. – Gan De je sestavil zvezdni katalog.
- okoli 350 pr. n. št. – Šin Šen je sestavil zvezdni katalog z legami približno 800 zvezd.
- 329 pr. n. št. – Kalip je uvedel 76-letni Kalipov cikel v astralnem koledarju, ki j bil izboljšava Metonovega cikla.
- okoli 345 pr. n. št. – Heraklit Pontski je oživil in nadaljeval Filolajevo domnevo o središčnem ognju, češ da okrog njega Sonce in Zemlja krožita tako, da si stojita vedno nasproti.
- okoli 320 pr. n. št. – Filip Opuntski je raztolmačil Lunin mrk z Zemljino senco.
- okoli 310 pr. n. št. – Piteas je opozoril, da Severnica ne leži točno nad severnim nebesnim tečajem.
- 281 pr. n. št. – Arat je napisal astronomski ep Pojavi (Phaenomena), ki je temeljil na Evdoksovem delu.
- okoli 280 pr. n. št. – Timoharis je z Aristilom sestavil prvi na zahodu omenjeni zvezdni katalog, ki se ni ohranil.
- okoli 265 pr. n. št. – Aristarh Samoški je z uporabo pravilne geometrije in s pomočjo navideznega gibanja Lune poskušal izmeriti astronomsko enoto.
- 260 pr. n. št. – Aristarh Samoški je izdelal svoj heliocentrični model Osončja.
- okoli 260 pr. n. št. – Arat je poimenoval razsuto kopico Jasli (Prezepe, M44, NGC 2632) »Majhna meglica«.
- okoli 255 pr. n. št. – Eratosten je iznašel armilarno sfero, ki so jo uporabljali do 17. stoletja.
- okoli 245 pr. n. št. – Eratosten je sestavil zvezdni katalog z legami 675 zvezd, ki se ni ohranil.
- – Konon Samoški je poimenoval skupino zvezd po ženi egipčanskega kralja Ptolemeja III. Evergeta I., kraljici Bereniki, Berenikini kodri.
- 240 pr. n. št. – Kitajski astronomi so zabeležili opazovanje Halleyjevega kometa (1P/−239 K1).
- okoli 240 pr. n. št. – Eratosten je s pomočjo trigonometrije in podatkov o kotih Sonca ob poldnevu v Aleksandriji in Sieni izračunal premer Zemlje.
- okoli 190 pr. n. št. – Selevk je domneval, da se Zemlja v enem dnevu zavrti okrog svoje osi in da se vrti okrog Sonca.
- 165 pr. n. št. – Kitajski astronomi so prvič opazovali Sončeve pege.[1]
- 164 pr. n. št. – Babilonski astronomi so med 22. in 28. septembrom zabeležili opazovanje Halleyjevega kometa (1P/−163 U1).
- 150 pr. n. št. – Hiparh je izdelal prvi astrolab, ki so ga v 3. stoletju izboljšali arabski astronomi in ga v 10. prinesli v Evropo.
- okoli 139 pr. n. št. – Hiparh je določil dolžino sinodskega meseca, čas, ki ga Luna porabi, da se vrne v isto lego glede na Sonce, na 23/50 s z napako pod 0,5 sekunde, kar mu je omogočilo, da je točno določil Sončeve in Lunine mrke.
- 136 pr. n. št. – Hiparh je s pomočjo Luninih mrkov in navideznega gibanja Lune izračunal astronomsko enoto.

- 130 pr. n. št. – Hiparh je odkril precesijo enakonočij.
- – Hiparh je opisal razsuto kopico Jasli kot »majhen oblak« oziroma »oblačno zvezdo«.
- 129 pr. n. št. – Hiparh je sestavil zvezdni katalog z legami 850 zvezd, ki se ni ohranil. V katalogu je navedel tudi barve zvezd, kar je pozneje prevzel Ptolemaj.
- 100 pr. n. št. – Posidonij Apamejski je podobno kot Eratosten pred njim izračunal premer Zemlje.
- 90 pr. n. št. – Posidonij je s pomočjo navideznega gibanja Lune izračunal astronomsko enoto.
- okoli 80 pr. n. št. – Teodozij Pitanski je iznašel prenosno sončno uro.
- 87 pr. n. št. – Armenski kralj Tigran II. Veliki je 6. avgusta verjetno opazoval Halleyjev komet (1P/−86 Q1).
- 52 pr. n. št. – Ken Šou-čang je zgradil armilarni obroč, napravo za opazovanje zvezd. Sestavljal ga je kovinski obroč, ki je predstavljal ekvator.[1]
- okoli 50 pr. n. št. – Andronik Kirški je na grškem otoku Tinos zgradil sončno uro.
- 46 pr. n. št. – Sosigen Aleksandrijski je zasnoval julijanski koledar.
- 12 pr. n. št. – Ponovno se je pojavil Halleyjev kometa (1P/−11 Q1) blizu Sonca oktobra, kar je bila morda podlaga za svetopisemsko zgodbo o betlehemski zvezdi.

## 1 – 500
- 66 – V Talmudu je bilo omenjeno, da »obstaja zvezda, ki se pojavi vsakih sedemdeset let in zaradi katere kapitani ladij zgrešijo svojo pot.« Ker navedek pripisujejo rabinu Johošui ben Haniahu, gre verjetno za pojav Halleyjevega kometa (1P/66 B1) v prisončju 25. januarja, ki ga je lahko rabin videl.
- okoli 70 – Agripa je sestavil zvezdni katalog.
- okoli 100 – Menelaj Aleksandrijski je sestavil zvezdni katalog.
- 123 – Čang Heng je popravil koledar in ga uskladil z letnimi časi. Menil je, da je Vesolje kakor jajce, v katerem ležijo zvezde na lupini, Zemlja pa je v sredini kot rumenjak.
- 137 – Ptolemaj je sestavil zvezdni katalog z legami 1028 zvezd.
- 150 – Ptolemaj je izdal astronomski zbornik Almagest.
- okoli 170 – Kleomed je napisal razpravo v dveh delih Teorija o krožnih gibanjih nebesnih teles (Kykliké theoría meteóron), v kateri je v skladu s stoično filozofijo podal znanje o nebesnih telesih.
- 185 – Kitajski astronomi so v smeri α Kentavra med ozvezdjema Šestilo in Kentaver zabeležili supernovo SN 185. Na nebu je bila vidna 8 mesecev.
- okoli 380 – Teon II. je predstavil teorijo o »trepidaciji ekvinokcijskih točk«, poskus razlage precesije Zemljine vrtilne osi, ki jo je pozneje še dodelal Tabit ibn Kora.
- 386 – Kitajski astronomi so v ozvezdju Strelec opazovali supernovo SN 386.
- 393 – Kitajski astronomi so v ozvezdju Škorpijon opazovali supernovo SN 393.
- 400 – Hindujski kozmološki časovni cikli, opisani v delu Surja Sidhanta, so dali povprečno vrednost sideričnega leta 365,2563627 dni, ki je 1,4 sekunde daljša od sodobne vrednosti 365,2563627 dneva. Kot najbolj točna ocena je veljala več kot tisoč let.
- 465 – Ču Čungdži je uvedel izboljšan koledar.
- 499 – Aryabhata I. je v delu Arjabhatija predlagal heliocentrični gravitacijski model Osončja in izsredni eliptični model planetov, v katerem se planeti vrtijo okrog svojih osi in krožijo po elipsah okrog Sonca. Planeti in Luna nimajo lastne svetlobe in odbijajo svetlobo s Sonca. Zemlja se vrti okrog svoje osi, kar povzroča dan in noč, in kroži okrog Sonca, kar povzroča leto. Aryabhata je podal polmere planetnih tirov z razmerjem tira Zemlja/Sonce. Verjel je tudi, da so tiri planetov elipse in ne krožnice, ter pravilno pojasnil vzroke Sončevih in Luninih mrkov. Njegova ocena Zemljinega premera 12.722 km je kot najbolj točna veljala več kot tisoč let.

## 501 – 1000
- 628 – Brahmagupta je izdal Pregled brahmanskih sestavov (Brahma-sphuta siddhanta), v katerem je obravnaval Lunine in Sončeve mrke, planetne konjunkcije, oddaljenost Lune, Lunine faze in določanje leg planetov. Gravitacijo je opredelil kot privlačno silo in na kratko opisal gravitacijski zakon.
- 723 – I Sin je izboljšal Čang Hengov izum vrtečega se nebesnega globusa.
- 724 – I Sin je izboljšal teorijo navideznega Sončevega gibanja Lia Čua iz leta 600.
- 725 – I Sin je primerjal kotne razdalje zvezd v Labodu s svojimi in starejšimi meritvami in pri tem prvi odkril, da se medsebojne lege zvezd s časom spreminjajo. Njegove dejanske ugotovitve lastnega gibanja niso upoštevali. Pri tem je upošteval tudi vpliv precesije Zemljine vrtilne osi.
- 772 – Mohamed Al Fazari je prevedel Aryabhatovo delo Sidhanta v arabščino.
- 773 – V arabščino so prevedli indijska dela Aryabhate I. in Brahmagupte ter razpravo Surja Sidhanta.
- 777 – Jakub ibn Tarik je izdal razpredelnice po Sidhanti.
- okoli 780 – Mohamed Al Fazari je izdelal prvi astrolab v muslimanskem svetu.
- 813 – Abasidski kalif Al Mamun je v Bagdadu ustanovil vseučilišče Hiša modrosti z astronomskim observatorijem.
- okoli 820 – Al Hvarizmi je izdal razpredelnice Zidž al-sindhind po delu Mohameda Al Fazarija.
- okoli 833 – Al Fargani je napisal delo Elementi astronomije o nebesnih gibanjih (al-Mudkhil ila'Ilm Ha'jat al-Aflak).
- 850 – Al Fargani je napisal knjigo Učbenik o znanosti o zvezdah (Kitab fi Džavani).
- okoli 856 – Al Fargani je sestavil pomembno razpravo o astrolabu.
- 870 – Al Kindi je navedel svoj aristotelski zakon o zemeljski gravitaciji, po katerem se težka masivna nebesna telesa gibljejo proti središču, lažja pa stran od njega.
- 900 – Albatani je uredil astronomske razpredelnice Sabejske tabele (Kitāb al-Zīdž ali al-Zīdž al-Sābī).
- 986 – Ali Sufi je izdal Knjigo o nepremičnih zvezdah (Kitab al-Kavatib al-Tabit al-Musavar) z zvezdnih katalogom za epoho 964. V delu je omenil Andromedino galaksijo (M31) in Veliki Magellanov oblak, ki sta vidna z južnega Arabskega polotoka.
- 1000 – Al Haitam je podprl heliocentrični model Osončja.

## 1001 – 1500
- okoli 1005 – Ibn Junis je sestavil nove zelo točne razpredelnice za izračun leg planetov in jih objavil v astronomskem delu Hakimske tabele (az-Zidž al-Kabir al-Hakimi).
- 1006 – Ali ibn Ridvan in kitajski astronomi so opazovali supernovo SN 1006, najsvetlejši zvezdni pojav na nebu, kar so ga kdaj zabeležili.
- 1030 – Al Biruni je v svojem delu Zgodovina Indije (Ta'rikal - Hind) razpravljal o indijskih heliocentričnih teorijah Aryabhate I., Brahmagupte in Varahamihire. Navedel je, da heliocentrični model ne predstavlja nobenega matematičnega problema.
- 1031 – Al Biruni je v svojem delu Mas´udov kanon (Kitab al-kanun al-Mas’udi fi-al-haj´a vannudžum) navedel, da planeti krožijo po eliptičnih tirih in ne po krožnih, kot so menili stari Grki.
- 1050 – Al Zarkali je navedel, da se planeti okrog Sonca gibljejo po elipsah in v enem od gorišč leži Sonce. To dejstvo je danes znano kot prvi Keplerjev zakon.
- 1054 – Kitajski astronomi so zabeležili nenadno pojavitev svetle zvezde. Tudi skalne risbe ameriških staroselcev (Anasazov in Mimbresov) kažejo svetlo zvezdo v bližini Lune. Zvezda je bila eksplozija supernove SN 1054 4. julija, na katero kaže meglica Rakovica.
- 1066 – 20. marca je v prisončje prispel Halleyjev komet (1P/1066 G1). Komet je prikazan na tapiseriji iz Bayeuxa (1077).
- 1080 – Al Zarkali je izdal Toledske planetne tabele.
- 1181 – Med 4. in 6. avgustom so kitajski in japonski astronomi v ozvezdju Kasiopeja opazovali supernovo SN 1181. Pulzar 3C58 je morda zvezdni relikt tega dogodka.
- okoli 1200 – Grosseteste je predlagal prenovo julijanskega koledarja.
- okoli 1230 – De Sacrobosco je izdal razpravo De sphaera mundi, v srednjem veku zelo vplivno delo o osnovnih astronomskih pojmih.
- 1250 – Al Urdi je razvil Al Urdijevo lemo, ki se je pozneje pojavila v kopernikanskem heliocentričnem modelu.
- 1252 – Alfonz X. Kastiljski je izdal Alfonsove astronomske tabele, ki so ostale v rabi do Kopernika.
- 1281 – Aš Širazi je izdal delo Meja znanja o nebu (Nehajat al-edrak fi dirajat al-aflak), v katerem je izboljšal ptolemajska načela gibanja planetov.
- 1282 – at-Tusi je izdal zvezdni katalog.
- 1350 – Ibn aš-Šatir je v svoji astronomski razpravi Zadnje iskanje izboljšanja načel (Kitab nihajat al-sul fi tašin al-usul) odločno prenovil ptoleaejske modele gibanja Sonca, Lune in planetov.
- 1370 – Džainistični astronom Mahendra Suri je napisal prvo indijsko razpravo o astrolabu.
- 1426 – Ulug Beg je v bližini Samarkanda zgradil observatorij Gurganski zidž.
- 1437 – Ulug Beg izda zvezdni katalog Zidž Ulug-Begi.
- 1442 – v Pekingu zgradijo observatorij.

## 1501 – 1600
- 1543 – Kopernik je objavil delo O kroženjih nebesnih krogel (De revolutionibus orbium coelestium), v katerem je utemeljil heliocentrični model Osončja.
- 1544 – Frisius je 24. januarja z uporabo camere obscure opazoval Sončev mrk in naslednje leto v delu De Radio Astronimica et Geometrico objavil prikaz svoje metode.
- 1551 – Reinhold je pod vplivom Kopernikovih astronomsko-matematičnih izboljšav izdal astronomske razpredelnice Prutenske tabele (Prutenicae tabulae coelestium motuum).

- 1572 – De Brahe je v ozvezdju Kasiopeje odkril supernovo SN 1572.
- 1576 – De Brahe je na otoku Hueenu zael graditi observatorij Uraniborg. Njegov znameniti zidni kvadrant premera 3 m je imel ločljivost že 100" in je botroval Keplerjevim zakonom za gibanje Marsa in ostalih planetov.
- – Lilio je določil  dolžino tropskega leta 365,2425d = 365d 5h 49m 12s.
- 1582 – 14. oktobra so pod vodstvom papeža Gregorja XIII ob prenovi julijanskega koledarja v krščanskih deželah uvedli gregorijanski koledar
- 1596 – David Fabricij je avgusta odkril prvo znano periodično spremenljivko Miro (ο Kita).

## 1601 – 1700
- 1602 – Kepler je izdal zvezdni katalog Astronomiae instauratae progymnasmata z de Brahejevimi podatki.
- 1603 – Bayer je izdal zvezdni katalog Uranometrija (Uranometria) s približno 1200 zvezdami.
- 1609 – Galilej je za opazovanje nebesnih teles prvič uporabil daljnogled.
- 1609 – Kepler je zapisal 1. in 2. Keplerjev zakon.
- 1610 – Johannes Fabricij je z očetom Davidom opazoval Sončeve pege.
- 1611 – Demisiani je s staro grščino (starogrško τῆλε: têle – oddaljen, daljni + starogrško σκοπεῖν: skopéīn – gledati, videti) skoval izraz teleskop (starogrško τηλεσκόπος: tēleskópos – daljno gledanje) za enega od Galilejevih instrumentov, predstavljenega na banketu v Akademiji dei Lincei.
- 1618 – Kepler je končal delo Harmonija sveta (Harmonice mundi), v katerem je opisal 3. Keplerjev zakon.
- 1630 – Scheiner je izdal delo Rosa Ursina, v katerem je podrobno opisal Sončeve pege.
- 1638 – Galilej je v svojem delu Dvogovor o dveh glavnih svetovnih sestavih, Ptolemejevem in Kopernikovem zapisal 3. Keplerjev zakon z obratnimi vrednostmi povprečnih hitrosti.
- 1666 – Borelli je objavil delo Teorija Medičejskih planetov izpeljana iz fizikalnih vzrokov (Theoricae Mediceorum planetarum ex causis physicis deductae), v katerem je poskušal opisati gibanje Jupitrovih naravnih satelitov z uporabo zakonov privlačnosti teles.
- 1668 – Newton je izdelal svoj prvi zrcalni daljnogled, pri čemer je uporabil vbočeno glavno zrcalo in ravno sekundarno zrcalo. Njegov instrument je odpravljal kromatično aberacijo refraktorjev.
- 1672 – Montanari je odkril spremenljivost navideznega sija Algola (β Perzeja).
- 1675 – Ustanovljen je bil Kraljevi observatorij Greenwich.
- 1679 – Halley je izdal zvezdni katalog Catalogus stellarum australium s 341-imi zvezdami južnega neba.
- 1686 – Kirch je odkril spremenljivost navideznega sija χ Laboda.
- 1687 – Newton je objavil delo Matematična načela naravoslovja (Philosophiae naturalis principia mathematica), v katerem je opredelil splošni gravitacijski zakon.

## 1701 – 1800
- 1705 – Halley je izračunal tir in obhodno dobo kometa, ki so ga pozneje poimenovali po njem (1P/1758 Y1, 1759 I). Objavil je delo Prikaz astronomije kometov (Synopsis astronomiae cometicae), ki ga je začel pisati leta 1682.
- 1718 – Halley je odkril lastna gibanja zvezd.
- 1725 – Posmrtno je izšel Flamsteedov zvezdni katalog Historia coelestis Britannica s podatki o več kot 3000 zvezdah.
- 1728 – Bradley je odkril in pojasnil aberacijo svetlobe.
- 1731 – Bevis je odkril meglico Rakovica. Neodvisno od njega jo je 28. avgusta 1758 odkril tudi Messier pri iskanju Halleyjevega kometa.
- 1748 – Bradley je objavil odkritje nutacije Zemljine vrtilne osi, ki jo je odkril že leta 1728.
- 1755 – Kant je izdelal teorijo nastanka Osončja iz vrtečega oblaka prvotne snovi in jo objavil v delu Splošna naravna zgodovina in teorija neba (Allgemeine Naturgeschichte und Theorie des Himmels).
- 1759 – 13. marca je v prisončje prispel Halleyjev komet (1P/1758 Y1, 1759 I), kar je predvidel Halley.
- 1762 – Bradley je objavil teleskopski zvezdni katalog.
- 1766 – Titius je odkril Titius-Bodejev zakon o sorazmerni oddaljenosti planetov od Sonca.
- 1768 – Bode je začel izdajati Astronomski letopis (Astronomisches Jahrbuch).
- 1772 – Bode je objavil Titius-Bodejev zakon.
- 1774 – Messier je izdal katalog 45 astronomskih teles zunaj Osončja, kot so meglice in zvezdne kopice. Katalog je izdal, da bi lahko pri iskanju kometov razločevali med nepomičnimi in gibajočimi se telesi na nebu. Do leta 1781 je katalog zajel 110 teles, vključno z oznakami od M1 do M110, in se uporablja še danes.
- 1781 – William Herschel je 13. marca v ozvezdju Dvojčki okril sedmi planet Uran.
- 1782 – William Herschel je objavil katalog dvojnih zvezd.
- – Goodricke je kot prvi redno opazoval spremenljivko Algol (β Perzeja) in odkril periodičnost v spreminjanju njenega navideznega sija.
- 1783 – William Herschel je iz opazovanj velikega števila zvezd nakazal obliko Galaksije in iz oblike ozvezdja Herkul potrdil lastno gibanje Osončja v smeri proti Herkulu. Objavil je delo O gibanju Sonca in Osončja.
- 1784 – Pigott je odkril prvo kefeido Bezek (η Orla).
- – Goodricke je odkril razliko v navideznem siju zvezde Alredif (δ Kefeja), po kateri se imenujejo kefeide.
- 1786 – William Herschel je objavil katalog, v katerem je navedel 10.000 na novo odkritih meglic in zvezdnih kopic.
- – Piggot je objavil prvi katalog spremenljivk z 12 telesi.
- 1789 – William Herschel je objavil katalog s 1000 na novo odkritimi meglicami in zvezdnih kopicami ter razdelal razvrstitev meglic.
- 1794 – Chladni je dokazal, da so meteoriti nezemeljskega izvora.
- 1796 – Laplace je objavil svojo kozmogonično teorijo.
- 1798 – Sredi avgusta se je na observatoriju Seeberg pri Gothi na prvem evropskem astronomskem kongresu zbralo 15 astronomov.
- 1800 – William Herschel je odkril infrardeče valovanje.
- – Zach je do leta 1818 izdajal Monatliche Correspondenz zur Beförderung der Erd- und Himmels-Kunde.

## 1801 – 1850
- 1801 – Piazzi je 1. januarja v ozvezdju Bika odkril prvi asteroid, imenovan Cerera, ki je od 24. avgusta 2006 opredeljen kot pritlikavi planet.
- – Bode je izdal katalog Uranografija (Uranographia) z več kot 17.000 legami zvezd, vidnih s prostim očesom. Katalog je bil brez umetniških upodobitev ozvezdij.
- – de Lalande je izdal zvezdni katalog Histoire celeste française s 47.000 zvezdami.
- – Ritter je odkril ultravijolično valovanje.
- 1802 – William Herschel je objavil še en katalog s 500 novimi meglicami in zvezdnimi kopicami.
- 1803 – William Herschel je potrdil obstoj pravih dvojnih zvezd.
- – Olbers je 28. marca odkril drugi asteroid Palas.
- 1804 – Bessel je še enkrat preračunal tir Halleyjevega kometa na podlagi starejših opazovanj Harriota in Torporleyja leta 1607.
- – Harding je 1. septembra odkril tretji asteroid Juno.
- 1806 – Troughton je izdelal Groombridgeov meridianski tranzitni krog, s katerim je Groombridge sestavil Katalog polarnih zvezd (A Catalogue of Circumpolar Stars).
- 1807 – Olbers je 29. marca odkril četrti asteroid Vesto, kar je spodbudilo razpravo o obstoju planeta med Marsom in Jupitrom, ki naj bi razpadel.
- 1808 – Harding je izdal zvezdni katalog Atlas novus coelestis s podatki 120.000 zvezd.
- 1814 – Fraunhofer je v Sončevem spektru odkril temne absorpcijske črte, pozneje poimenovane po njem.
- 1815 – Lindenau je do leta 1818 izdajal Časopis za astronomijo in sorodne vede (Zeitschrift für Astronomie und verwandte Wissenschaften).
- 1818 – Bessel je izvedel prve meritve leg zvezd in izdelal poenoten sistem računanja njihovih leg, ki se uporablja še danes. Izdal je katalog leg 50.000 zvezd, izračunanih po Bradleyjevih opazovanjih, ki ga je pozneje še izboljšal njegov učenec Argelander. Izdal je knjigo Uvod v astronomijo.
- 1820 – V Londonu so ustanovili Londonsko astronomsko društvo (Astronomical Society of London), da bi podprli astronomska raziskovanja.
- 1821 – Bessel je na observatoriju v Königsbergu do leta 1825 izmeril lege 32.000 zvezd v ekvatorialnem koordinatnem sistemu. To število je do leta 1833 naraslo do 75.000 zvezd med 15 stopinjami južne in 45 stopinjami severne deklinacije do magnitude 9m.
- 1824 – South je skupaj z Johnom Herschlom izdelal katalog 380 dvojnih zvezd. Pri izdelavi kataloga sta ponovno opazovala dvojne zvezde, ki jih je odkril že William Herschel.
- 1825 – South je odkril 458 novih dvojnih zvezd.
- 1827 – Von Struve je objavil katalog dvojnih in večkratnih zvezd Catalogus novus stellarum duplicium, v katerem je od 3112 navedenih zvezd sam odkril in proučil 2343 dvojnih zvezd.
- 1831 – Londonsko astronomsko društvo se je preimenovalo v trenutni naziv Kraljeva astronomska družba (Royal Astronomical Society; RAS).
- 1837 – V Göttingenu so odprli prvi magnetni observatorij.
- 1838 – Bessel je po temeljiti analizi svojih meritev objavil, da je zvezda (61 Laboda (Cygni)) v enem letu na nebu med drugimi zvezdami opisala majhno elipso. Za njeno paralakso tega leta je izračunal 0,37 kotne sekunde, leta 1840 pa 0,348 sekunde. To pomeni, da je zvezda od nas oddaljena 590.000-krat bolj kot Sonce oziroma da razdalja do nje znaša 160.000 milijard km ali 11,1 svetlobnega leta.
- – Von Struve je objavil rezultate opazovanj Vege (α Lire), ki jo je izbral zaradi svetlosti in velikega lastnega gibanja. Meril je manj točno kot Bessel, vendar je vseeno uspel izmeriti letno paralakso Vege 13/50 = 0,26 kotne sekunde (danes 0,123 sekunde).
- 1839 – Arago je začel v astronomiji praktično uporabljati fotografijo.
- 1842 – Bessel je objavil delo Astronomska opazovanja (Astronomische Untersuchungen).
- 1843 – Von Struve je točno izmeril konstanto aberacije.
- 1844 – Bessel je s Fraunhoferjevim heliometrom opazil nepravilnosti v gibanju Sirija in Prokijona ter sklenil, da jih ne povzroča paralaksa, ampak neki njun nevidni spremljevalec, ki ju obkroža.
- – Lord Rosse je s 36-palčnim daljnogledom opazoval meglico Rakovica.
- 1849 – Galle je 23. septembra skupaj s pomočnikom d'Arrestom na berlinskem observatoriju na podlagi Le Verrierevih izračunov odkril osmi planet Osončja Neptun.

## 1851 – 1900
- 1861 – Zöllner je skonstruiral astrofotometer.
- 1862 – Alvan Graham Clark je še z nedokončanim 660 mm refraktorjem na Pomorskem observatoriju ZDA odkril Sirij B, belo pritlikavko, komponento B dvojnega sistema Sirija.
- – Ångström je dokazal, da Sončeva atmosfera vsebuje vodik.
- 1868 – Ångström je v Recherche s sure specter solitaire objavil veliko karto Sončevega spektra, ki je vključevala meritve več kot 1000 spektralnih črt.
- – Lockyer in Janssen sta neodvisno spektroskopsko odkrila helij.
- 1871 – Konkoly-Thege je v Stari Ďali (zdaj Hurbanovo) zgradil observatorij.
- 1877 – Hall je s Clarkovim 660 mm refraktorjem 12. in 18. avgusta odkril Marsova naravna satelita Deimos in Fobos.
- – Schiaparelli je ob prisončju opazoval Mars.
- 1878 – Hale je iznašel spektroheliograf.
- 1889 – Pickering je objavil prvo spektroskopsko sliko dvozvezdja Alula Australis (ξ Velikega medveda (ξ Ursae Majoris)).

## 1901 – 1950
- 1904 – Borrelly je 28. decembra odkril Borrellyjev komet (19P/Borrelly).
- 1923 – Hubble je s 100-palčnim Hookerjevim zrcalnim daljnogledom na observatoriju Mt. Wilson opazoval kratkoperiodične spremenljivke v Andromedini meglici in ugotovil, da ležijo predaleč, da bi bile članice naše galaksije. Kot prvi je ocenil razdaljo do Velike Andromedine galaksije, in sicer na 900.000 svetlobnih let, kar je pozneje popravil na 750.000 svetlobnih let. Danes je ocenjena razdalja 2,2 milijona svetlobnih let.
- 1927 – Lemaître je iz enačb splošne teorije relativnosti izpeljal Hubblov zakon.
- 1929 – Hubble je ugotovi, da so galaksije skupki zvezd, ki so oddaljene več kot milijon svetlobnih let.
- – Hubble in Humason sta po skoraj desetletju opazovanj zapisala Hubblov zakon.

## 1951 – 2000
- 1969 – Vesoljska sonda Mariner 7 je prvič od blizu posnela Marsov naravni satelit Fobos.
- 1986 – V prisončje je 9. februarja prispel Halleyjev komet (P/1982 U1, 1986 III, 1982i).
- 1994 – 13. januarja je začel delovati popravljeni vesoljski teleskop Hubble (HST).

## 2001 – 2015
- 2001 – 25. septembra so z oddaljenosti 8 km od vesoljske sonde Deep Space 1 slikali jedro Borrellyjevega kometa.
- 2002 – Giacconi je za svoje dosežke na področju rentgenske astronomije prejel Nobelovo nagrado za fiziko. Poleg njega sta nagrado za pionirske prispevke k astrofiziki, še posebej za odkritje kozmičnih nevtrinov, prejela Davis in Košiba.
- – 17. oktobra so izstrelili vesoljski daljnogled za žarke gama INTEGRAL.
- – Opravili so prvo prepričljivo meritev gravitacijskega rdečega premika na površini nevtronske zvezde (EXO 0748-676).
- – V Malem Magellanovem oblaku v ozvezdju Tukana) so odkrili prvi anormalni rentgenski pulzar (PSR J0100-7211.